# Biella Challenger Indoor III 2021
Il Biella Challenger Indoor III 2021 è stato un torneo maschile di tennis giocato sul cemento indoor. È stata la 16ª edizione del torneo, facente parte della categoria Challenger 80 nell'ambito dell'ATP Challenger Tour 2021. Si è giocato al PalaPajetta di Biella, in Italia, dall'8 al 14 marzo 2021. È stata la 3ª delle 7 edizioni del torneo previste per il 2021.

## Partecipanti

### Teste di serie
| Nazionalità | Giocatore          | Ranking* | Testa di serie |
| ----------- | ------------------ | -------- | -------------- |
| Australia   | James Duckworth    | 102      | 1              |
| Italia      | Andreas Seppi      | 107      | 2              |
| Giappone    | Yūichi Sugita      | 108      | 3              |
| Giappone    | Yasutaka Uchiyama  | 109      | 4              |
| Germania    | Peter Gojowczyk    | 125      | 5              |
| Austria     | Jurij Rodionov     | 139      | 6              |
| Svizzera    | Marc-Andrea Hüsler | 149      | 7              |
| Slovacchia  | Martin Kližan      | 156      | 8              |

* Ranking al 1 marzo 2021.

### Altri partecipanti
I seguenti giocatori hanno ricevuto una wild card per il tabellone principale:
- Stefano Napolitano
- Luca Nardi
- Giulio Zeppieri

Il seguente giocatore è entrato in tabellone come Ranking protetto:
- Dustin Brown

I seguenti giocatori sono passati dalle qualificazioni:
- Andrea Arnaboldi
- Matthias Bachinger
- Jonáš Forejtek
- Akira Santillan

Il seguente giocatore è entrato in tabellone come Lucky loser:
- Julian Lenz

## Punti e montepremi
| Torneo    | Torneo              | V     | F     | SF    | QF    | 2T  | 1T  | Q | Q2  | Q1  |
| Singolare | Punti               | 80    | 48    | 29    | 15    | 7   | 0   | 4 | 2   | 0   |
| Singolare | Premi in denaro (€) | 6 190 | 3 650 | 2 160 | 1 260 | 730 | 450 | – | 225 | 115 |
| Doppio    | Punti               | 80    | 48    | 29    | 15    | –   | 0   | – | –   | –   |
| Doppio    | Premi in denaro €)  | 2 670 | 1 550 | 930   | 550   | –   | 310 | – | –   | –   |

## Campioni

### Singolare
Andreas Seppi ha sconfitto in finale  Liam Broady con il punteggio di 6-2, 6-1.

### Doppio
Quentin Halys /  Tristan Lamasine hanno sconfitto in finale  Denys Molčanov /  Serhij Stachovs'kyj che si sono ritirati, sul punteggio di 6-1, 2-0.